# 令和5年7月14日からの梅雨前線による大雨
令和5年7月14日からの梅雨前線による大雨（れいわごねん しちがつ じゅうよっかからの ばいうぜんせんによる おおあめ）では、2023年（令和5年）7月14日から7月16日にかけて東北地方の秋田県を中心に発生した集中豪雨による災害を記述する。
白神山地、太平山地を中心に、総降水量が400ミリを超える豪雨により、秋田市中心部を流れる太平川や新城川、五城目町の内川川、馬場目川など県内14の河川が氾濫したほか、各地で土砂崩れが発生し、11名の人的被害、7,039棟の住家被害をもたらした。
この災害により、雄物川下流域や馬場目川水系について、県は抜本的な治水対策に乗り出し、川底を掘り下げて護岸を強化する工事などの河川改修を開始している。

## 経緯
2023年7月、梅雨前線が朝鮮半島付近に停滞し、更に連続した暖湿流から記録的な大雨をもたらした。同月に大雨により多大な被害を被った九州や北陸のような線状降水帯は発生しておらず、梅雨末期の東北における大雨の典型的な形態であり、秋田市・大仙市・横手市などで雄物川が氾濫した2017年7月の豪雨と同様であるという。
東北地方北部を中心に大雨となり、特に秋田県内の複数地点で24時間降水量の観測極大値を更新した。総降水量は秋田市仁別で400ミリを超え、解析雨量では局地的に約500ミリとなるなど記録的な大雨となり、藤里、男鹿、秋田、秋田市岩見三内、秋田市仁別、角館で72時間降水量が観測極大値を更新した。
県内37あるアメダスのうち8地点で24時間・48時間降水量が過去最大を更新、6地点で72時間降水量が過去最大を更新したが、1時間・3時間といった短時間の降水量は過去最大にならなかった。これは激しい雨が長時間、断続的に降ったことによるもので、気象庁による顕著な大雨に関する情報や記録的短時間大雨情報、大雨特別警報は発表されなかった。
| 観測地点   | 所在地             | 総降水量 （ｍｍ） | 最多日降水量 （ｍｍ）         | 最多時間雨量 （ｍｍ）        |
| ---------- | ------------------ | ----------------- | ----------------------------- | ---------------------------- |
| 仁別       | 秋田市仁別         | 415.5             | 332.5 （7月16日2時10分まで）  | 29.5 （7月15日14時54分まで） |
| 藤里       | 山本郡藤里町藤琴   | 330.5             | 289.5 （7月16日2時30分まで）  |                              |
| 角館       | 仙北市角館町       | 324.5             | 257.0 （7月16日2時50分まで）  | 37.5 （7月15日12時13分まで） |
| 岩見三内   | 秋田市河辺三内     | 313.0             | 234.0 （7月16日0時30分まで）  |                              |
| 雄和       | 秋田市雄和椿川     | 276.5             |                               |                              |
| 男鹿       | 男鹿市脇本脇本     | 275.5             | 244.0 （7月15日15時10分まで） | 27.0 （7月15日7時25分まで）  |
| 大正寺     | 秋田市雄和新波     | 265.5             |                               |                              |
| 田沢湖高原 | 仙北市田沢湖生保内 | 264.0             |                               |                              |
| 秋田       | 秋田市山王         | 253.0             |                               |                              |
| 八森       | 山本郡八峰町八森   | 249.5             |                               |                              |

## 被害・影響
秋田県内において、特に秋田市や五城目町での被害が甚大で、五城目町において死者1名、秋田市において死者4名および負傷者6名（うち2人が重症）の人的被害のほか、全半壊家屋（一部破損も含む）が4市4町で2,961棟、床上・床下浸水は8市6町1村で4,414棟に及んだ。水害による死者が出たのは、仙北市で土石流によって6名が死亡した2013年8月の秋田・岩手豪雨以来10年ぶりである。秋田県災害対策本部が発表した被害内容は下表の通りである。（2023年12月26日16時時点）
| 市町村名   | 死者 | 負傷者 | 全壊家屋数 | 半壊家屋数 | 一部破損家屋数 | 床上浸水 | 床下浸水 | 氾濫河川               |
| ---------- | ---- | ------ | ---------- | ---------- | -------------- | -------- | -------- | ---------------------- |
| 秋田市     | 4    | 6      | 11         | 2,459      | 23             | 578      | 3,038    | 太平川、新城川、馬踏川 |
| 能代市     | 0    | 0      | 0          | 108        | 0              | 7        | 206      | 桧山川、種梅川、悪土川 |
| 男鹿市     | 0    | 0      | 0          | 1          | 3              | 12       | 23       | 比詰川                 |
| 由利本荘市 | 0    | 0      | 0          | 0          | 1              | 0        | 3        |                        |
| 潟上市     | 0    | 0      | 0          | 3          | 1              | 3        | 39       |                        |
| 大仙市     | 0    | 0      | 0          | 0          | 1              | 16       | 35       |                        |
| 北秋田市   | 0    | 0      | 0          | 0          | 0              | 1        | 1        |                        |
| 仙北市     | 0    | 0      | 0          | 0          | 0              | 8        | 49       | 入見内川               |
| 上小阿仁村 | 0    | 0      | 0          | 0          | 0              | 5        | 24       | 小阿仁川               |
| 藤里町     | 0    | 0      | 0          | 1          | 0              | 0        | 5        |                        |
| 三種町     | 0    | 0      | 0          | 0          | 0              | 14       | 24       | 三種川、鵜川川         |
| 八峰町     | 0    | 0      | 0          | 3          | 0              | 0        | 20       | 塙川                   |
| 五城目町   | 1    | 0      | 0          | 345        | 0              | 67       | 196      | 馬場目川、内川川       |
| 八郎潟町   | 0    | 0      | 0          | 1          | 0              | 6        | 18       |                        |
| 井川町     | 0    | 0      | 0          | 0          | 0              | 2        | 14       |                        |
| 合計       | 5    | 6      | 11         | 2,921      | 29             | 719      | 3,695    | 14                     |

### 河川の氾濫と内水氾濫

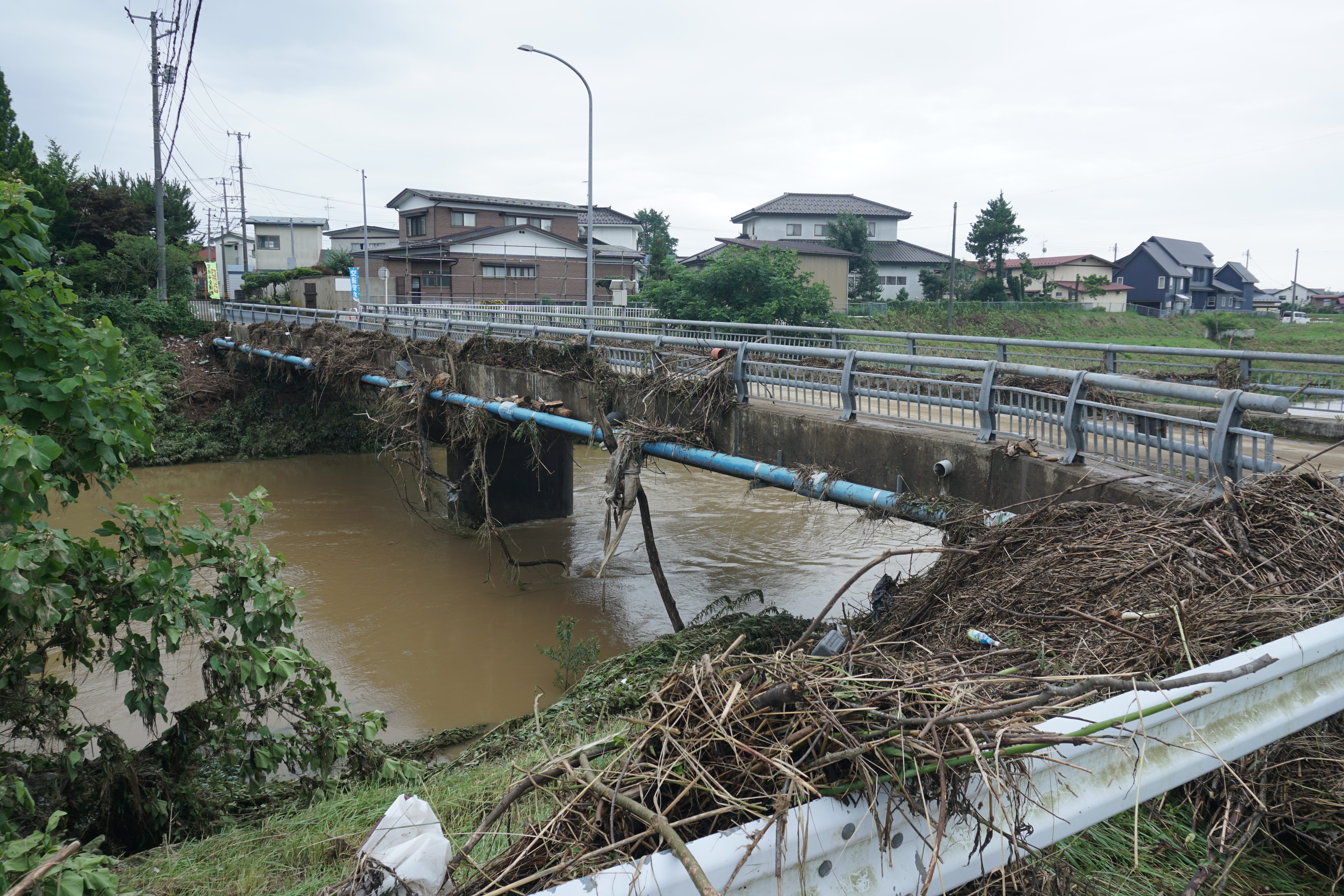
太平川に架かる広面1号橋（2023年7月17日）

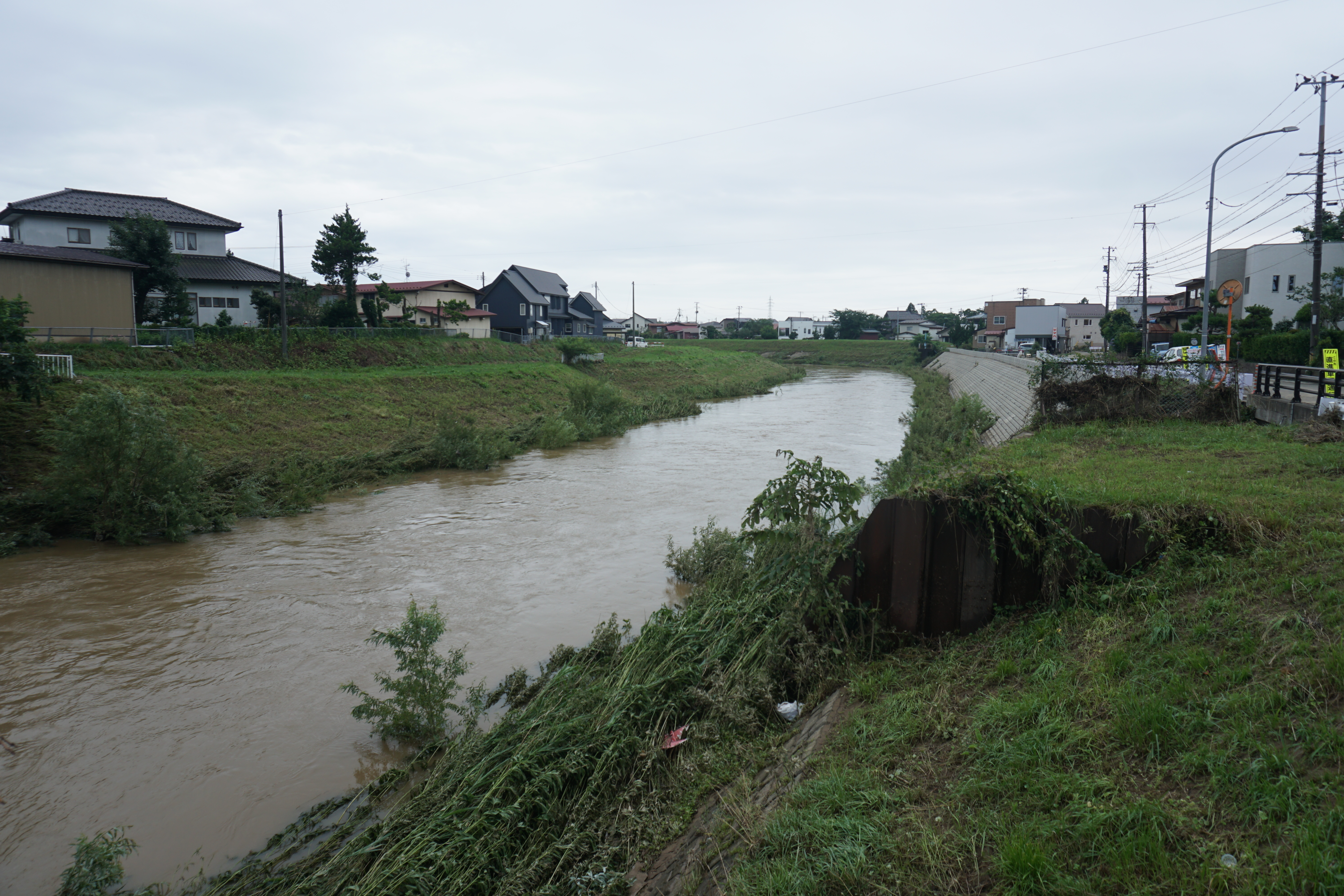
太平川を広面1号橋から望む（2023年7月17日）

7月15日11時35分、秋田市の太平川が広面大橋付近で氾濫。当時、秋田市ではレベル3に当たる高齢者等避難を11時に発令していたが、太平川の氾濫を受けてレベル4の避難指示を飛ばし、レベル5の緊急安全確保を発令した。同日0時頃には五城目町の内川川が氾濫、13時10分には能代市の桧山川が氾濫、14時40分には秋田市の新城川で氾濫、13時50分には三種町の下岩川付近で氾濫、15時40分には五城目町の馬場目川が中屋敷橋下流付近で氾濫した。また、18時10分頃には上小阿仁村の小阿仁川が大字大林付近で氾濫している。
県は、秋田市の旭川治水ダムにて貯留能力を超える大雨が降ったことに伴い、同日18時を目処に緊急放流を行う旨を発表。後に緊急放流の開始は17時30分頃へと前倒しされることになり、17時22分に開始された。県によると、旭川治水ダムの緊急放流はこれが初だという。
秋田市では、太平川などの氾濫に加えて内水氾濫が発生し、JR秋田駅周辺の中通、南通、東通で広範囲に浸水した。下水道や水路の排水能力を超える雨が降り、行き場を失った雨水が市街地にあふれ出るのが内水氾濫で、被害を川から離れた地域にも拡大させた。秋田駅東側の住宅地は1960年代までは水田であったために標高が低く、浸水被害を受けやすい地形であったことも要因であるという。
また、秋田市飯島地区を流れる新城川では堤防が湾のように大きくえぐれて桜の一部が流出した。堤防が崩壊したのは穀丁橋から下流側の右岸約100メートルほどで、住宅への被害は無かった。

### 土砂崩れ
7月15日10時50分頃、秋田市添川字蓬田にて住宅と空き家が押しつぶされる土砂崩れが発生し、4人が救急搬送されたが、いずれも軽症だったという。また同市山手台では住宅裏ののり面が崩れ、住宅が倒壊する危機になったため、17日午前には消防が応急処置が行われ、ブルーシートで覆われた。応急工事や地盤調査について、8月18日に市は関連予算を臨時市議会に提出し、2024年度以降に復旧工事へ着手することとした。
青森県深浦町においては、15日に国道101号の法面が崩れ、道路上に土砂が流れ込んだ。国道101号については、大雨により同日11時より約110メートルの区間で通行止めとなっていた。16日10時に仮復旧が完了し、片側交互通行が可能になった。
7月22日には、鹿角市の花輪スキー場にて土砂崩れが発生しているのが確認され、復旧に向けた確認作業を今後行うことにした。後日、市教育委員会が確認を行ったところ、斜面の一部に繁茂した草の一部が枯れており、それを土砂崩れによって陥没したと職員が見誤ったものだという事がわかった。

### 産業への被害
河川が氾濫した影響で、水田や畑地に泥水が流れ込み、秋田県の県北では3市3町1村で1,540ヘクタール、県央では5市3町で860ヘクタール、県南では2市1町で600ヘクタール、全県で3,000ヘクタールの被害が確認された。秋田県の農水関係の被害把握は8月8日までにほぼ終わり、同日に災害対策本部会議で被害額が135億2800万円に上ると報告された。これは、1981年の大雨時の被害額98億7000万円を上回る額であり、過去最大となった（2024年7月の豪雨により183億4,167万円の被害が出ており、2024年8月現在でこちらが過去最大となっている）。特に秋田市や五城目町、八峰町で被害が深刻であり、最も被害が多かったのは稲だった。稲は5,161ヘクタールが冠水し21億6,000万円の被害、大豆が2,005ヘクタールで1億6,000万円、園芸作物が344ヘクタールで5億6,000万円に上った。この他、農道や農業施設への被害が77億7,600万円に上り、全体の半数以上を占める。
水産業においては、養殖魚の流出や漁港への流木によって1,000万円、林業においては林地や林道施設への被害により26億2,500万円の被害を計上した。
また、青森県においては深浦町を中心に農地や農業用施設の破損が見られ、農林水産関係で3億3,900万円の被害が確認されている。

### 交通への影響・被害

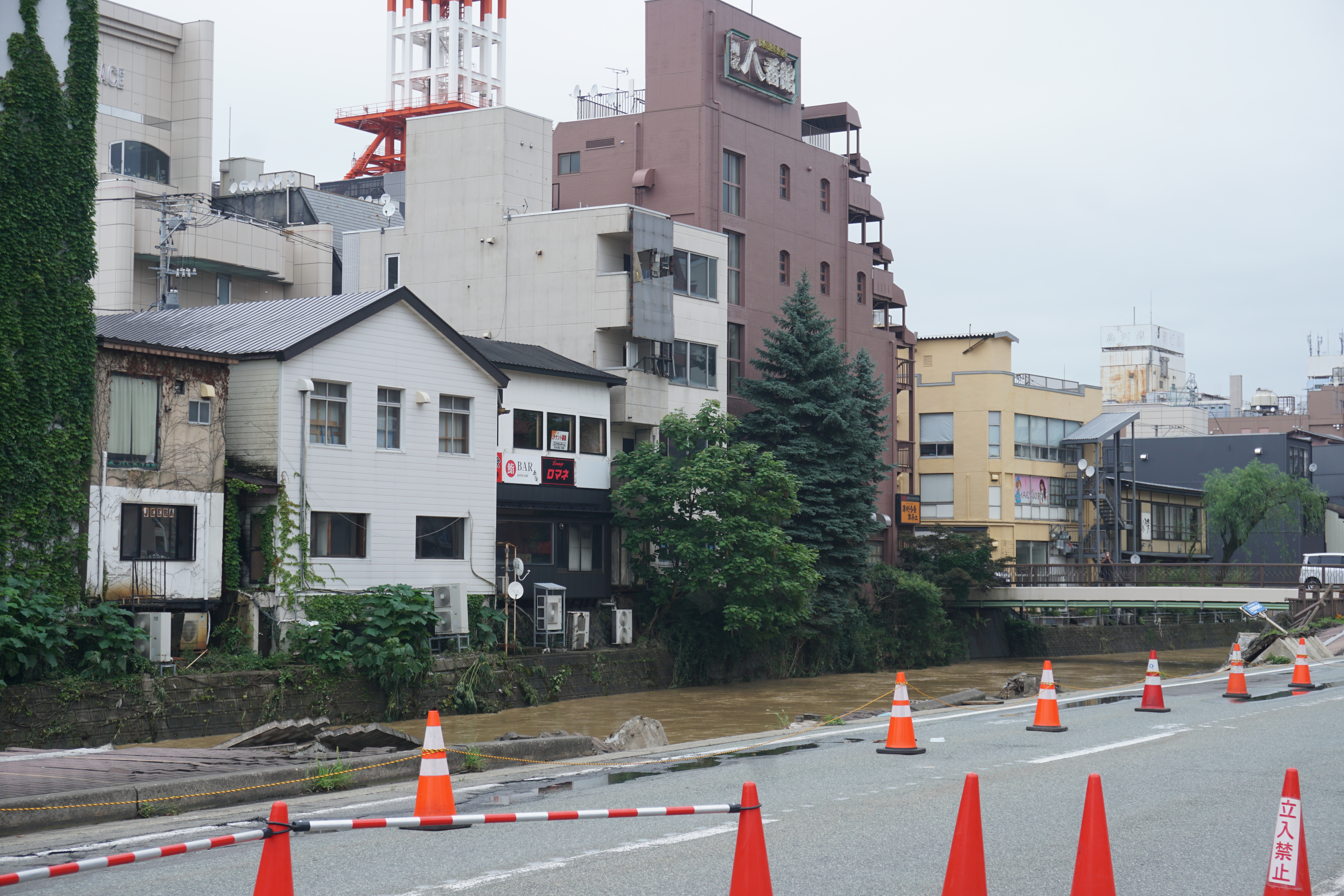
崩落した歩道（2023年7月17日）記事冒頭の画像も参照

15日23時40分頃、秋田市中通を流れる旭川沿いの県道の歩道が、65メートルにわたって崩壊しているのを秋田県警察が発見し、県へと報告した。県内一の歓楽街である川反の対岸に当たる場所で、翌日の16日から道路を全面通行止めとし、21日より復旧工事に着手した。28日に車道の通行止めを解除し、仮復旧した。同年11月20日からは、道路の復旧工事を本格化するため、四丁目橋から五丁目橋までの約230メートルが片側一方通行規制となった。車道部分の工事が終わり、2024年4月12日からは対面通行ができるようになったが、依然として歩道は通行止めとなっている。
19日11時頃、秋田市寺内神屋敷の国道7号にて土砂崩れが発生し、約5キロにわたって通行止めとなった。20日正午に通行止めが一部解除、21日16時に全面解除され、通行可能となった。この通行止めの影響で、迂回路となった秋田県道56号秋田天王線（通称：新国道）や周辺の市道では渋滞が発生した。

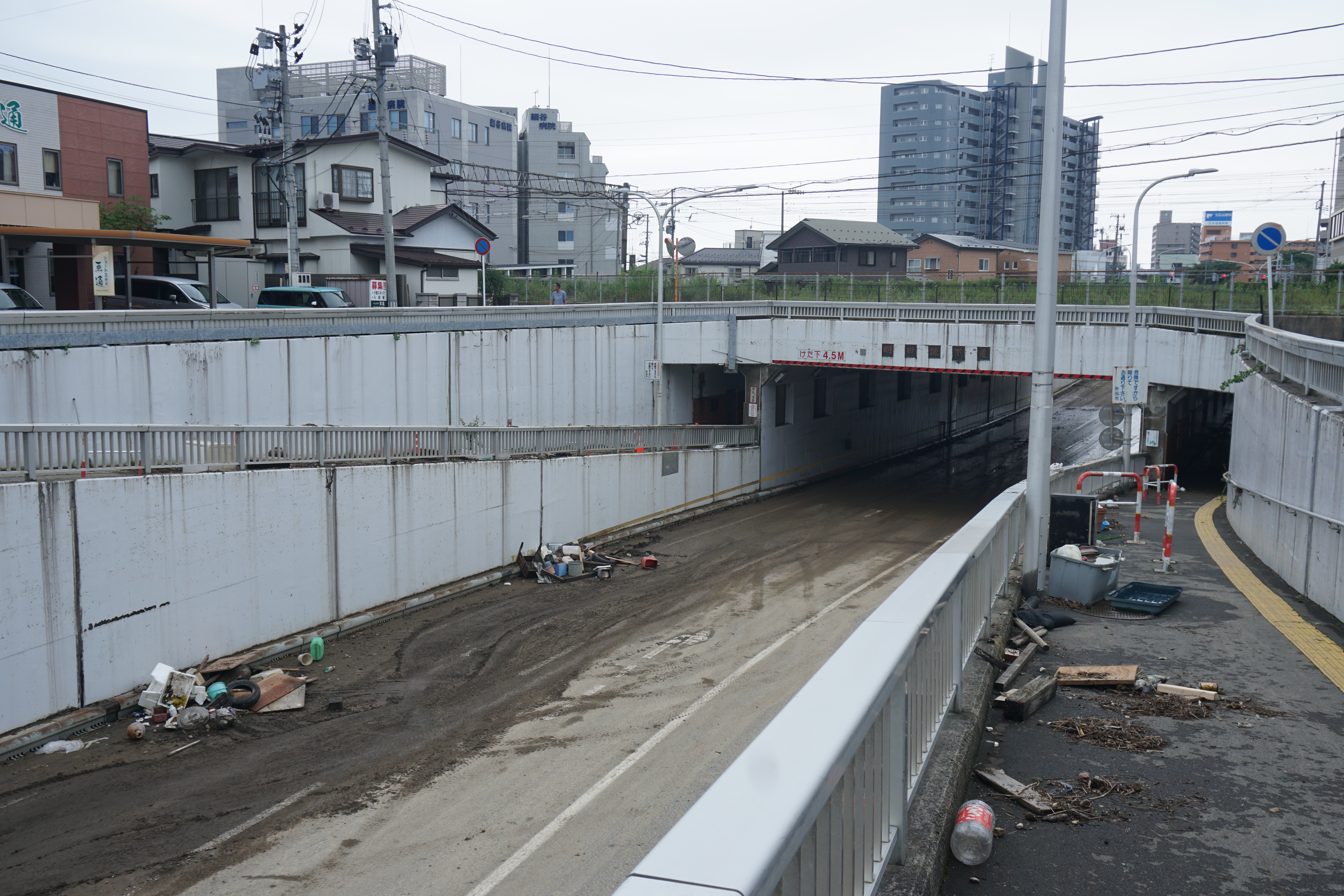
水が引いた明田地下道（2023年7月17日）

前述した河川の氾濫や内水氾濫により、道路の冠水が各地で相次いだ。15日14時前頃に秋田市の明田地下道で水が溜まり、17日22時頃まで通行止めとなった。また、秋田駅の東西を結ぶ秋田中央道路の地下トンネルにおいても冠水が発生した。15日18時頃、アトリオンからアルヴェ付近の地下を通る約500メートルの区間で冠水が発生し、全面通行止めとなった。同年8月1日には、6時から12時まではJR秋田駅東口から山王十字路方向、12時から13時までは切り替え作業のため全面通行止め、13時から21時までは反対方向の通行が開放され、片側交互通行として運用が仮再開された。25日には故障した排水設備と照明設備の復旧が一部完了し、6時から21時の時間限定で対面通行が可能になった。同年10月13日には夜間通行止めを解除し、終日通行できるようになった。

#### 高速道路
NEXCO東日本管内の高速道路においては、以下の区間で通行止めが実施された。
- 7月16日10時30分に解除（五城目八郎潟IC - 能代南IC）
  - E7 秋田自動車道 五城目八郎潟IC - 琴丘森岳IC（上下線） 15日13時40分から
  - E7 秋田自動車道 琴丘森岳IC - 八竜IC（上下線） 15日14時30分から
  - E7 秋田自動車道 八竜IC	- 能代南IC（上下線） 15日16時55分から

- 7月16日18時に解除（五城目八郎潟IC - 大曲IC、河辺JCT - 岩城IC）
  - E7 秋田自動車道 秋田南IC - 秋田中央IC（上下線） 15日10時38分から
  - E7 秋田自動車道 秋田中央IC - 秋田北IC（上下線） 15日13時40分から
  - E7 秋田自動車道 秋田北IC - 五城目八郎潟IC（上下線） 15日16時55分から
  - E7 日本海東北自動車道 秋田空港IC - 岩城IC（上下線） 15日20時54分から
  - E7 日本海東北自動車道 河辺JCT - 秋田空港IC（上下線） 15日20時55分から
  - E7 E46 秋田自動車道 大曲IC -  秋田南IC（上下線） 15日20時55分から

国土交通省東北地方整備局管内の高速道路においては、以下の区間で通行止めが実施された。
- 7月16日17時に解除
  - E13 湯沢横手道路（東北中央自動車道） 三関IC -  湯沢IC（上下線） 16日10時から

#### 鉄道

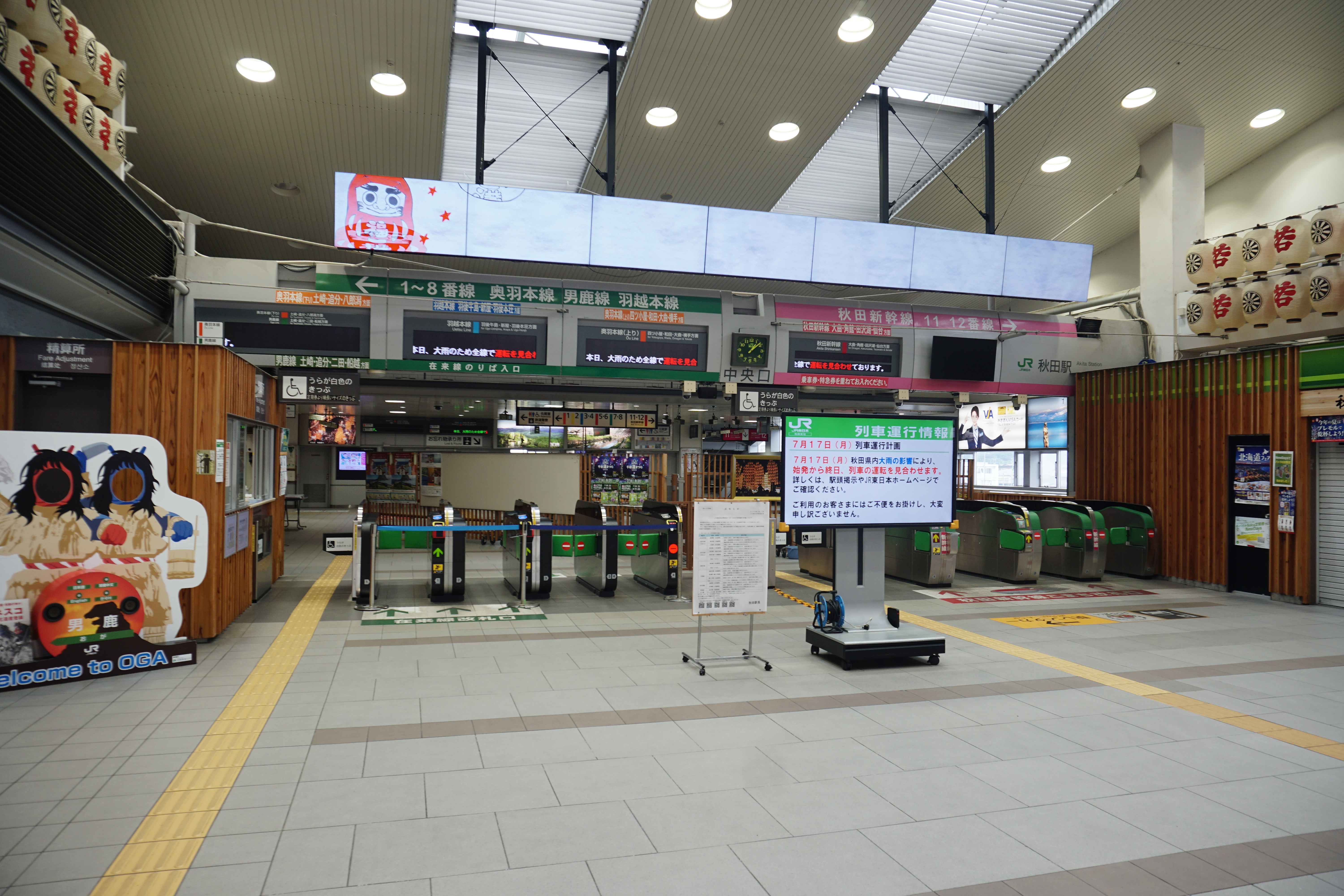
閉鎖された秋田駅の中央改札口（2023年7月17日）

7月15日、秋田新幹線では秋田駅 - 盛岡駅間で始発など上下3本を除いて以降の列車を運転見合わせ、奥羽本線では横手駅 - 秋田駅間および秋田駅 - 大館駅間がそれぞれ9時頃、8時頃から運転見合わせ、羽越本線は秋田駅 - 酒田駅間で12時頃から運転を見合わせた。この他、五能線、田沢湖線、男鹿線、北上線、花輪線でも運休・区間運休が行われた。また、16日からは鳥海山ろく線（由利高原鉄道）および秋田内陸線（秋田内陸縦貫鉄道）でも始発から運転を見合わせた。
奥羽本線（秋田駅以南）においては、羽後境駅 - 大張野駅間で盛土の流出、電化柱が傾斜するなどの被害があり、不通になっていた。18日からは横手駅 - 大曲駅間で下り1本を除き運行が再開、和田駅 - 秋田駅間についても大幅に本数を減らして運行が再開された。その後、大曲駅 - 和田駅間で不通が続いたが、31日に運行再開し、新庄駅 - 秋田駅間が全通した。秋田駅以北の奥羽本線においても、18日から秋田駅 - 八郎潟駅間、東能代駅 - 大館駅間で始発から運転を再開した（一部列車は運休）。八郎潟駅 - 東能代駅間については19日に運転を再開し、秋田駅 - 青森駅間が全通した。
羽越本線においては、18日の始発から酒田駅 - 秋田駅間で運転を再開。秋田新幹線の運休に伴い、特急いなほは18日から20日にかけて臨時列車を運行した。
男鹿線においては、18日の始発から秋田駅 - 追分駅間の折り返し運転を開始。19日の始発から追分駅 - 男鹿駅間においても運転を再開し、秋田駅 - 男鹿駅間が全通した。
五能線においては、15日から鰺ケ沢駅 - 弘前駅間の折り返し運転を行い、それ以外の区間は終日運休となっていた。18日から深浦駅 - 鰺ケ沢駅間で運転再開。19日から東能代駅 - 能代駅間で折り返し運転を開始。23日には東能代駅 - 深浦駅間でバス代行輸送開始。以降、鳥形駅 - 沢目駅間および岩館駅 - 大間越駅間で盛土の流出が確認されたことにより運休が続いたが、同年8月11日に復旧が完了し、東能代駅 - 深浦駅間で運転再開。この五能線の復旧により、豪雨の被害を受けた各線はすべての区間で平常通りの運転に戻った。

### 主要な商業施設への影響

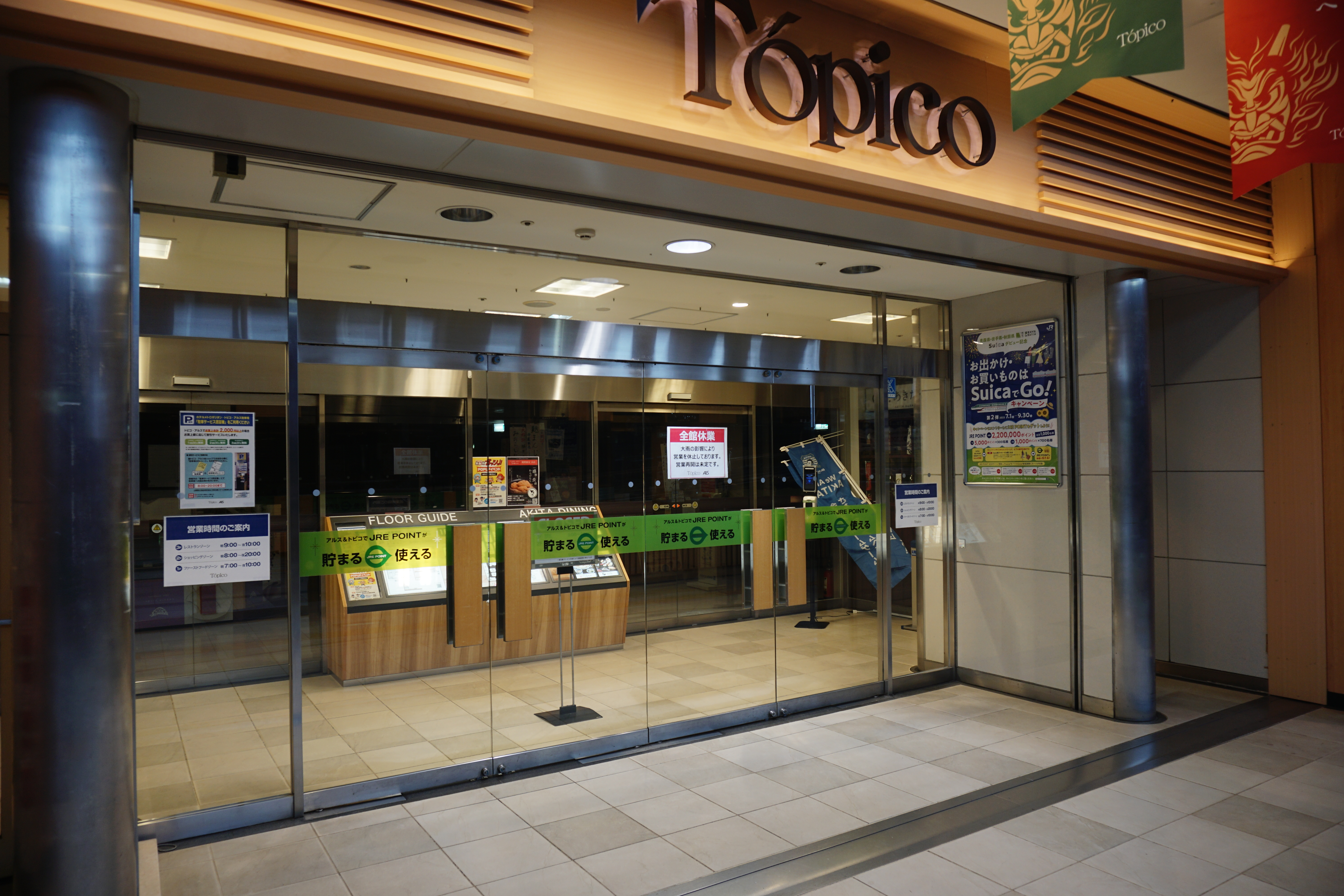
営業休止中のトピコ（2023年7月17日）

交通機関が寸断され、店舗の従業員が確保できないことや物流が滞っていることから秋田駅周辺の商業施設では休業が相次いだ。秋田駅ビルのトピコ・アルス、および隣接する秋田オーパでは15日15時から臨時休業。西武秋田店は16日から休業。17日に秋田オーパ、西武秋田店が営業再開、18日にトピコ・アルスが営業を再開した。
また、県内のイオングループ各店（そのうちイオン東北管轄の店舗）では16日10時時点で7店舗（秋田市：イオン秋田中央店、イオンスタイル広面、イオンスタイル茨島、マックスバリュエクスプレス新屋関町店、大仙市：マックスバリュ刈和野店、能代市：イオンスタイル能代東、ザ・ビッグ能代高塙店）が臨時休業の対応を取った。17日までに店内設備が浸水したイオンスタイル広面を除いて営業再開。イオンスタイル広面は20日に営業を再開した。

## 行政の対応
7月14日、大雨による災害発生の可能性が高まっていることから、秋田県は災害警戒部を設置。秋田県横手市と湯沢市では自主避難所をそれぞれ10ヶ所、4ヶ所設置した。秋田県の災害警戒部については、7月15日に災害対策本部へと格上げされた。15日9時40分には青森県が災害警戒部を設置、12時45分には災害対策本部へと格上げされたが、16日に15時48分に廃止とした。
7月21日、防災担当大臣の谷公一が現地を視察し、秋田県庁で県知事から激甚災害の指定基準緩和や災害復旧への財政支援制度拡充などを求める緊急要望書を受け取った。7月26日には国土交通大臣の斉藤鉄夫が現地を視察し、その後秋田市長の穂積志、秋田県知事の佐竹敬久、内閣総理大臣の岸田文雄が意見交流会に出席した。8月29日には能代市・三種町を藤木眞也農林水産政務官が視察し、意見交換会が行われた。

### 内閣府
- 7月14日、豪雨による災害が想定されることから、秋田県内の7市6町2村（秋田市、能代市、男鹿市、潟上市、大仙市、北秋田市、仙北市、上小阿仁村、藤里町、三種町、八峰町、五城目町、八郎潟町、井川町、大潟村）および青森県深浦町にそれぞれ災害救助法の適用を決定した[4][3]。
- 8月7日に秋田市、五城目町に被災者生活再建支援法を適用[89]。翌年2月2日に能代市にも適用[90]。

### 消防庁
- 7月13日15時45分に応急対策室長を長とする消防庁災害対策室（一次応急体制）設置。16時30分に都道府県、指定都市に対し「梅雨前線による大雨についての警戒情報」を発出した[91]。

### 防衛省・自衛隊
7月16日、佐竹敬久秋田県知事より陸上自衛隊第21普通科連隊への出動要請により災害派遣（八峰町、男鹿市。17日に五城目町）。同日に八峰町と男鹿市にそれぞれ6人、14人の隊員が現場入りし、給水が行われた。17日8時には陸上自衛隊秋田駐屯地から車両8台と23人の隊員が五城目町へ出発、同日正午から給水を開始した。21日には、県知事より秋田市内における災害廃棄物の撤去支援に係る災害派遣要請があり、受理。車両14台と71人の隊員が災害廃棄物の撤去に当たり、夜通しで作業を実施。秋田市内では7ヶ所の災害廃棄物の仮置き場が設置されていたが、22日からそれを広面近隣公園と旧秋田空港跡地の2ヶ所へと集約。隊員らは、公園に運び出された廃棄物を、約10キロ離れた空港跡地に搬出する作業などに当たった。

### 地方公共団体
7月17日に秋田市は災害廃棄物の仮置き場を市内5ヶ所に設置。ただ、受け入れ可能な容量を超えたとして24日までに旧秋田空港跡地の仮置き場を除きすべて閉鎖された。また、同日からは市による災害廃棄物の戸別収集が開始され、初日は楢山、仁井田、牛島の3地区を対象に実施された。旧空港跡地における災害廃棄物の受付は同年8月27日をもって終了し、以降は秋田市総合環境センターにて受け付けることとした。